# Plantilles de la Copa Amèrica de futbol 2015
A la Copa Amèrica de Xile 2015 hi participen 12 seleccions: els deu membres de la Confederació Sud-americana de Futbol (CONMEBOL), i dos convidats de la CONCACAF.

## Equips

Mapa amb la procedència dels equips de la Copa Amèrica 2015.

Els equips que hi participen són:
| Equip (vegeu-ne el detall) | Equip (vegeu-ne el detall) | Equip (vegeu-ne el detall) | Participacions | Participacions | Participacions |
| Equip (vegeu-ne el detall) | Equip (vegeu-ne el detall) | Equip (vegeu-ne el detall) | Total          | Cons.          | Última         |
| -------------------------- | -------------------------- | -------------------------- | -------------- | -------------- | -------------- |
|                            | Argentina                  |                            | 40             | 4              | 2011           |
|                            | Bolívia                    |                            | 25             | 17             | 2011           |
|                            | Brasil                     |                            | 34             | 15             | 2011           |
|                            | Xile                       |                            | 37             | 16             | 2011           |
|                            | Colòmbia                   |                            | 20             | 15             | 2011           |
|                            | Equador                    |                            | 26             | 15             | 2011           |
|                            | Jamaica                    |                            | 1              | 1              | -              |
|                            | Mèxic                      |                            | 9              | 9              | 2011           |
|                            | Paraguai                   |                            | 35             | 19             | 2011           |
|                            | Perú                       |                            | 30             | 15             | 2011           |
|                            | Uruguai                    |                            | 42             | 16             | 2011           |
|                            | Veneçuela                  |                            | 16             | 16             | 2011           |

## Llistes de jugadors
Cada associació participant havia de presentar a la Conmebol una llista preliminar composta per 30 jugadors fins a 30 dies abans de l'inici del torneig (11 de maig de 2015). Després d'això les llistes preliminars havien de ser reduïdes a una llista final de 23 jugadors, 3 dels quals han de ser porters, i ser enviada a la Conmebol per cada associació participant fins a 10 dies abans de l'inici de la competició, és a dir l'1 de juny de 2015.
Un jugador de la llista final només pot ser substituït en cas d'una lesió greu que sigui comprovada i certificada per la Comissió Mèdica de la Conmebol; el canvi de jugador només pot realitzar fins a 24 hores abans de l'inici de la participació del seu equip. Durant el torneig només es pot substituir un porter en la llista final de 23 basant-se en les mateixes circumstàncies esmentades anteriorment. La Conmebol publica les llistes finals de les 12 seleccions.
Els jugadors marcats amb (c) són els nomenats com a capità de la seva selecció nacional.

## Grup A

### Xile
La llista definitiva de 23 jugadors es va anunciar el 30 de maig de 2015. El 5 de juny de 2015, el migcampista Edson Puch fou substituït per Francisco Silva, a causa d'una lesió muscular.
Seleccionador:  Jorge Sampaoli
| Dorsal | Posició | Jugador               | Data de naixement/edat | Partits    | Gols        | Club                 |
| ------ | ------- | --------------------- | ---------------------- | ---------- | ----------- | -------------------- |
| 1      | POR     | Claudio Bravo         | 13 d'abril de 1983     | {{{caps}}} | {{{goals}}} | FC Barcelona (c)     |
| 2      | DEF     | Eugenio Mena          | 18 de juliol de 1988   | {{{caps}}} | {{{goals}}} | Cruzeiro             |
| 3      | DEF     | Miiko Albornoz        | 30 de novembre de 1990 | {{{caps}}} | {{{goals}}} | Hannover 96          |
| 4      | DEF     | Mauricio Isla         | 12 de juny de 1988     | {{{caps}}} | {{{goals}}} | Juventus FC          |
| 5      | MIG     | Francisco Silva       | 11 de febrer de 1986   | {{{caps}}} | {{{goals}}} | Club Brugge          |
| 6      | MIG     | José Pedro Fuenzalida | 22 de febrer de 1985   | {{{caps}}} | {{{goals}}} | Boca Juniors         |
| 7      | DAV     | Alexis Sánchez        | 19 de desembre de 1988 | {{{caps}}} | {{{goals}}} | Arsenal FC           |
| 8      | MIG     | Arturo Vidal          | 22 de maig de 1987     | {{{caps}}} | {{{goals}}} | Juventus FC          |
| 9      | DAV     | Mauricio Pinilla      | 4 de febrer de 1984    | {{{caps}}} | {{{goals}}} | Atalanta BC          |
| 10     | MIG     | Jorge Valdivia        | 19 d'octubre de 1983   | {{{caps}}} | {{{goals}}} | Palmeiras            |
| 11     | DAV     | Eduardo Vargas        | 20 de novembre de 1989 | {{{caps}}} | {{{goals}}} | SSC Napoli           |
| 12     | POR     | Paulo Garcés          | 2 d'agost de 1984      | {{{caps}}} | {{{goals}}} | Colo-Colo            |
| 13     | DEF     | José Rojas            | 3 de juny de 1983      | {{{caps}}} | {{{goals}}} | Universidad de Chile |
| 14     | MIG     | Matías Fernández      | 15 de maig de 1986     | {{{caps}}} | {{{goals}}} | ACF Fiorentina       |
| 15     | MIG     | Jean Beausejour       | 3 de juny de 1984      | {{{caps}}} | {{{goals}}} | Colo-Colo            |
| 16     | MIG     | David Pizarro         | 11 de setembre de 1979 | {{{caps}}} | {{{goals}}} | ACF Fiorentina       |
| 17     | DEF     | Gary Medel            | 3 d'agost de 1987      | {{{caps}}} | {{{goals}}} | Inter de Milà        |
| 18     | DEF     | Gonzalo Jara          | 29 d'agost de 1985     | {{{caps}}} | {{{goals}}} | Mainz 05             |
| 19     | MIG     | Felipe Gutiérrez      | 8 d'octubre de 1990    | {{{caps}}} | {{{goals}}} | Twente               |
| 20     | MIG     | Charles Aránguiz      | 17 d'abril de 1989     | {{{caps}}} | {{{goals}}} | Internacional        |
| 21     | MIG     | Marcelo Díaz          | 30 de desembre de 1986 | {{{caps}}} | {{{goals}}} | Hamburger SV         |
| 22     | DAV     | Ángelo Henríquez      | 13 d'abril de 1994     | {{{caps}}} | {{{goals}}} | Manchester United FC |
| 23     | POR     | Johnny Herrera        | 9 de maig de 1981      | {{{caps}}} | {{{goals}}} | Universidad de Chile |

### Mèxic
La llista definitiva de 23 jugadors es va anunciar l'11 de maig de 2015. El 26 de maig de 2015 el defensa Miguel Ángel Herrera es va lesionar, i va ser substituït per Juan Carlos Valenzuela.
Seleccionador: Miguel Herrera
| Dorsal | Posició | Jugador                | Data de naixement/edat | Partits    | Gols        | Club              |
| ------ | ------- | ---------------------- | ---------------------- | ---------- | ----------- | ----------------- |
| 1      | POR     | José de Jesús Corona   | 26 de gener de 1981    | {{{caps}}} | {{{goals}}} | Cruz Azul         |
| 2      | DEF     | Julio Domínguez        | 8 de novembre de 1987  | {{{caps}}} | {{{goals}}} | Cruz Azul         |
| 3      | DEF     | Hugo Ayala             | 31 de març de 1987     | {{{caps}}} | {{{goals}}} | UANL              |
| 4      | DEF     | Rafael Márquez (c)     | 13 de febrer de 1979   | {{{caps}}} | {{{goals}}} | Verona            |
| 5      | MIG     | Juan Carlos Medina     | 22 d'agost de 1983     | {{{caps}}} | {{{goals}}} | FC Atlas          |
| 6      | MIG     | Javier Güemez          | 17 d'octubre de 1991   | {{{caps}}} | {{{goals}}} | Tijuana           |
| 7      | DAV     | Jesús Manuel Corona    | 6 de gener de 1993     | {{{caps}}} | {{{goals}}} | Twente            |
| 8      | MIG     | Marco Fabián           | 21 de juliol de 1989   | {{{caps}}} | {{{goals}}} | Guadalajara       |
| 9      | DAV     | Raúl Jiménez           | 5 de maig de 1991      | {{{caps}}} | {{{goals}}} | Atlètic de Madrid |
| 10     | MIG     | Luis Montes            | 15 de maig de 1986     | {{{caps}}} | {{{goals}}} | León              |
| 11     | MIG     | Javier Aquino          | 11 de febrer de 1990   | {{{caps}}} | {{{goals}}} | Rayo Vallecano    |
| 12     | POR     | Alfredo Talavera       | 18 de setembre de 1982 | {{{caps}}} | {{{goals}}} | Toluca            |
| 13     | DEF     | Carlos Salcedo         | 29 de setembre de 1993 | {{{caps}}} | {{{goals}}} | Guadalajara       |
| 14     | DEF     | Juan Carlos Valenzuela | 15 de maig de 1984     | {{{caps}}} | {{{goals}}} | FC Atlas          |
| 15     | DEF     | Gerardo Flores         | 5 de febrer de 1986    | {{{caps}}} | {{{goals}}} | Cruz Azul         |
| 16     | DEF     | Adrián Aldrete         | 14 de juny de 1988     | {{{caps}}} | {{{goals}}} | Santos Laguna     |
| 17     | MIG     | Mario Osuna            | 20 d'agost de 1988     | {{{caps}}} | {{{goals}}} | Querétaro         |
| 18     | DAV     | Enrique Esqueda        | 19 d'abril de 1988     | {{{caps}}} | {{{goals}}} | UANL              |
| 19     | DAV     | Vicente Matías Vuoso   | 3 de novembre de 1981  | {{{caps}}} | {{{goals}}} | Chiapas           |
| 20     | DAV     | Eduardo Herrera        | 25 de juliol de 1988   | {{{caps}}} | {{{goals}}} | UNAM              |
| 21     | DEF     | George Corral          | 18 de juliol de 1990   | {{{caps}}} | {{{goals}}} | Querétaro         |
| 22     | DEF     | Efraín Velarde         | 15 d'abril de 1986     | {{{caps}}} | {{{goals}}} | CF Monterrey      |
| 23     | POR     | Melitón Hernández      | 15 d'octubre de 1982   | {{{caps}}} | {{{goals}}} | Veracruz          |

### Equador
La llista definitiva de 23 jugadors es va anunciar l'1 de juny de 2015. L'1 de juny de 2015 el migcampista Michael Arroyo es va lesionar, i fou substituït per Pedro Larrea. El 3 de juny de 2015, el migcampista Antonio Valencia es va lesionar i va sortir de la convocatòria. L'11 de juny de 2015, el davanter Jaime Ayoví es lesionà i fou substituït per Daniel Angulo.
Seleccionador:  Gustavo Quinteros
| Dorsal | Posició | Jugador             | Data de naixement/edat | Partits    | Gols        | Club                    |
| ------ | ------- | ------------------- | ---------------------- | ---------- | ----------- | ----------------------- |
| 1      | POR     | Librado Azcona      | 18 de gener de 1984    | {{{caps}}} | {{{goals}}} | Independiente del Valle |
| 2      | DEF     | Arturo Mina         | 8 d'octubre de 1990    | {{{caps}}} | {{{goals}}} | Independiente del Valle |
| 3      | DEF     | Frickson Erazo      | 5 de maig de 1988      | {{{caps}}} | {{{goals}}} | Grêmio                  |
| 4      | DEF     | Juan Carlos Paredes | 8 de juliol de 1987    | {{{caps}}} | {{{goals}}} | Watford FC              |
| 5      | MIG     | Renato Ibarra       | 20 de gener de 1991    | {{{caps}}} | {{{goals}}} | SBV Vitesse             |
| 6      | MIG     | Christian Noboa     | 9 d'abril de 1985      | {{{caps}}} | {{{goals}}} | PAOK Salònica FC        |
| 7      | MIG     | Jefferson Montero   | 1 de setembre de 1989  | {{{caps}}} | {{{goals}}} | Swansea City AFC        |
| 8      | DAV     | Miller Bolaños      | 1 de juny de 1990      | {{{caps}}} | {{{goals}}} | Emelec                  |
| 9      | DAV     | Fidel Martínez      | 15 de febrer de 1990   | {{{caps}}} | {{{goals}}} | U. de G.                |
| 10     | DEF     | Walter Ayoví (c)    | 11 d'agost de 1979     | {{{caps}}} | {{{goals}}} | Pachuca                 |
| 11     | MIG     | Juan Cazares        | 3 d'abril de 1992      | {{{caps}}} | {{{goals}}} | Banfield                |
| 12     | POR     | Esteban Dreer       | 11 de novembre de 1981 | {{{caps}}} | {{{goals}}} | Emelec                  |
| 13     | DAV     | Enner Valencia      | 4 de novembre de 1989  | {{{caps}}} | {{{goals}}} | West Ham United FC      |
| 14     | MIG     | Osbaldo Lastra      | 10 d'agost de 1983     | {{{caps}}} | {{{goals}}} | Emelec                  |
| 15     | MIG     | Pedro Quiñónez      | 4 de març de 1986      | {{{caps}}} | {{{goals}}} | Emelec                  |
| 16     | DEF     | Mario Pineida       | 6 de juliol de 1992    | {{{caps}}} | {{{goals}}} | Independiente del Valle |
| 17     | DAV     | Daniel Angulo       | 16 de novembre de 1986 | {{{caps}}} | {{{goals}}} | Independiente del Valle |
| 18     | DEF     | Óscar Bagüí         | 10 de desembre de 1982 | {{{caps}}} | {{{goals}}} | Emelec                  |
| 19     | MIG     | Pedro Larrea        | 21 de maig de 1986     | {{{caps}}} | {{{goals}}} | LDU Loja                |
| 20     | DEF     | John Narváez        | 12 de juny de 1991     | {{{caps}}} | {{{goals}}} | Emelec                  |
| 21     | DEF     | Gabriel Achilier    | 23 de març de 1985     | {{{caps}}} | {{{goals}}} | Emelec                  |
| 22     | MIG     | Jonathan González   | 7 de març de 1995      | {{{caps}}} | {{{goals}}} | U. de G.                |
| 23     | POR     | Alexander Domínguez | 5 de juny de 1987      | {{{caps}}} | {{{goals}}} | LDU Quito               |

### Bolívia
La llista definitiva de 23 jugadors es va anunciar l'1 de juny de 2015.
Seleccionador: Mauricio Soria
| Dorsal | Posició | Jugador                 | Data de naixement/edat | Partits    | Gols        | Club              |
| ------ | ------- | ----------------------- | ---------------------- | ---------- | ----------- | ----------------- |
| 1      | POR     | Romel Quiñónez          | 25 de juny de 1992     | {{{caps}}} | {{{goals}}} | Club Bolívar      |
| 2      | DEF     | Miguel Hurtado          | 4 de juliol de 1985    | {{{caps}}} | {{{goals}}} | Blooming          |
| 3      | MIG     | Alejandro Chumacero     | 22 d'abril de 1991     | {{{caps}}} | {{{goals}}} | The Strongest     |
| 4      | DEF     | Leonel Morales          | 2 de setembre de 1988  | {{{caps}}} | {{{goals}}} | Blooming          |
| 5      | DEF     | Ronald Eguino           | 20 de febrer de 1988   | {{{caps}}} | {{{goals}}} | Club Bolívar      |
| 6      | MIG     | Danny Bejarano          | 3 de gener de 1994     | {{{caps}}} | {{{goals}}} | Oriente Petrolero |
| 7      | DAV     | Alcides Peña            | 14 de gener de 1989    | {{{caps}}} | {{{goals}}} | Oriente Petrolero |
| 8      | MIG     | Martin Smedberg-Dalence | 10 de maig de 1984     | {{{caps}}} | {{{goals}}} | IFK Göteborg      |
| 9      | DAV     | Marcelo Martins Moreno  | 18 de juny de 1987     | {{{caps}}} | {{{goals}}} | Changchun Yatai   |
| 10     | DAV     | Pablo Escobar           | 23 de febrer de 1979   | {{{caps}}} | {{{goals}}} | The Strongest     |
| 11     | MIG     | Damián Lizio            | 30 de juny de 1989     | {{{caps}}} | {{{goals}}} | O'Higgins         |
| 12     | POR     | José Peñarrieta         | 18 de novembre de 1988 | {{{caps}}} | {{{goals}}} | Petrolero Yacuiba |
| 13     | MIG     | Damir Miranda           | 6 d'octubre de 1985    | {{{caps}}} | {{{goals}}} | Club Bolívar      |
| 14     | DEF     | Edemir Rodríguez        | 21 d'octubre de 1984   | {{{caps}}} | {{{goals}}} | Club Bolívar      |
| 15     | MIG     | Sebastián Gamarra       | 15 de gener de 1997    | {{{caps}}} | {{{goals}}} | Milan             |
| 16     | DEF     | Ronald Raldes (c)       | 20 d'abril de 1981     | {{{caps}}} | {{{goals}}} | Oriente Petrolero |
| 17     | DEF     | Marvin Bejarano         | 6 de març de 1988      | {{{caps}}} | {{{goals}}} | Oriente Petrolero |
| 18     | DAV     | Ricardo Pedriel         | 1 de setembre de 1987  | {{{caps}}} | {{{goals}}} | Mersin İdmanyurdu |
| 19     | MIG     | Wálter Veizaga          | 22 d'abril de 1986     | {{{caps}}} | {{{goals}}} | The Strongest     |
| 20     | MIG     | Jhasmani Campos         | 10 de maig de 1988     | {{{caps}}} | {{{goals}}} | Club Bolívar      |
| 21     | DEF     | Cristian Coimbra        | 11 de setembre de 1989 | {{{caps}}} | {{{goals}}} | Blooming          |
| 22     | DEF     | Edward Zenteno          | 5 de desembre de 1984  | {{{caps}}} | {{{goals}}} | Jorge Wilstermann |
| 23     | POR     | Hugo Suárez             | 7 de febrer de 1982    | {{{caps}}} | {{{goals}}} | Blooming          |

## Grup B

### Argentina
La llista definitiva de 23 jugadors es va anunciar el 27 de maig de 2015. Els números de la samarreta es varen saber el 7 de juny de 2015.
Seleccionador: Gerardo Martino
| Dorsal | Posició | Jugador           | Data de naixement/edat | Partits    | Gols        | Club                   |
| ------ | ------- | ----------------- | ---------------------- | ---------- | ----------- | ---------------------- |
| 1      | POR     | Sergio Romero     | 22 de febrer de 1987   | {{{caps}}} | {{{goals}}} | UC Sampdoria           |
| 2      | DEF     | Ezequiel Garay    | 10 d'octubre de 1986   | {{{caps}}} | {{{goals}}} | Zenit                  |
| 3      | DEF     | Facundo Roncaglia | 10 de febrer de 1987   | {{{caps}}} | {{{goals}}} | Genoa CFC              |
| 4      | DEF     | Pablo Zabaleta    | 16 de gener de 1985    | {{{caps}}} | {{{goals}}} | Manchester City FC     |
| 5      | MIG     | Fernando Gago     | 10 d'abril de 1986     | {{{caps}}} | {{{goals}}} | Boca Juniors           |
| 6      | MIG     | Lucas Biglia      | 30 de gener de 1986    | {{{caps}}} | {{{goals}}} | SS Lazio               |
| 7      | MIG     | Ángel di María    | 14 de febrer de 1988   | {{{caps}}} | {{{goals}}} | Manchester United FC   |
| 8      | MIG     | Roberto Pereyra   | 7 de gener de 1991     | {{{caps}}} | {{{goals}}} | Juventus FC            |
| 9      | DAV     | Gonzalo Higuaín   | 10 de desembre de 1987 | {{{caps}}} | {{{goals}}} | SSC Napoli             |
| 10     | DAV     | Lionel Messi (c)  | 24 de juny de 1987     | {{{caps}}} | {{{goals}}} | FC Barcelona           |
| 11     | DAV     | Sergio Agüero     | 2 de juny de 1988      | {{{caps}}} | {{{goals}}} | Manchester City FC     |
| 12     | POR     | Nahuel Guzmán     | 10 de febrer de 1986   | {{{caps}}} | {{{goals}}} | UANL                   |
| 13     | DEF     | Milton Casco      | 11 d'abril de 1988     | {{{caps}}} | {{{goals}}} | Newell's Old Boys      |
| 14     | MIG     | Javier Mascherano | 8 de juny de 1984      | {{{caps}}} | {{{goals}}} | FC Barcelona           |
| 15     | DEF     | Martín Demichelis | 20 de desembre de 1980 | {{{caps}}} | {{{goals}}} | Manchester City FC     |
| 16     | DEF     | Marcos Rojo       | 20 de març de 1990     | {{{caps}}} | {{{goals}}} | Manchester United FC   |
| 17     | DEF     | Nicolás Otamendi  | 12 de febrer de 1988   | {{{caps}}} | {{{goals}}} | València CF            |
| 18     | DAV     | Carlos Tevez      | 7 de febrer de 1984    | {{{caps}}} | {{{goals}}} | Juventus FC            |
| 19     | MIG     | Éver Banega       | 29 de juny de 1988     | {{{caps}}} | {{{goals}}} | Sevilla FC             |
| 20     | MIG     | Érik Lamela       | 4 de març de 1992      | {{{caps}}} | {{{goals}}} | Tottenham Hotspur FC   |
| 21     | MIG     | Javier Pastore    | 20 de juny de 1989     | {{{caps}}} | {{{goals}}} | Paris Saint-Germain FC |
| 22     | DAV     | Ezequiel Lavezzi  | 3 de maig de 1985      | {{{caps}}} | {{{goals}}} | Paris Saint-Germain FC |
| 23     | POR     | Mariano Andújar   | 30 de juliol de 1983   | {{{caps}}} | {{{goals}}} | SSC Napoli             |

### Uruguai
La llista definitiva de 23 jugadors es va anunciar el 23 de maig de 2015. Els números de la samarreta, el 5 de juny de 2015.
Seleccionador: Óscar Tabárez
| Dorsal | Posició | Jugador                | Data de naixement/edat | Partits    | Gols        | Club                    |
| ------ | ------- | ---------------------- | ---------------------- | ---------- | ----------- | ----------------------- |
| 1      | POR     | Fernando Muslera       | 16 de juny de 1986     | {{{caps}}} | {{{goals}}} | Galatasaray             |
| 2      | DEF     | José Giménez           | 20 de gener de 1995    | {{{caps}}} | {{{goals}}} | Atlético de Madrid      |
| 3      | DEF     | Diego Godín            | 16 de febrer de 1986   | {{{caps}}} | {{{goals}}} | Atlético de Madrid (c)  |
| 4      | DEF     | Jorge Fucile           | 19 de novembre de 1984 | {{{caps}}} | {{{goals}}} | Nacional                |
| 5      | MIG     | Carlos Sánchez         | 2 de desembre de 1984  | {{{caps}}} | {{{goals}}} | River Plate             |
| 6      | DEF     | Álvaro Pereira         | 28 de novembre de 1985 | {{{caps}}} | {{{goals}}} | Estudiantes de La Plata |
| 7      | MIG     | Cristian Rodríguez     | 30 de setembre de 1985 | {{{caps}}} | {{{goals}}} | Atlético de Madrid      |
| 8      | DAV     | Abel Hernández         | 8 d'agost de 1990      | {{{caps}}} | {{{goals}}} | Hull City AFC           |
| 9      | DAV     | Diego Rolán            | 24 de març de 1993     | {{{caps}}} | {{{goals}}} | FC Girondins de Bordeus |
| 10     | MIG     | Giorgian de Arrascaeta | 1 de maig de 1994      | {{{caps}}} | {{{goals}}} | Cruzeiro                |
| 11     | DAV     | Christian Stuani       | 12 d'octubre de 1986   | {{{caps}}} | {{{goals}}} | RCD Espanyol            |
| 12     | POR     | Rodrigo Muñoz          | 22 de gener de 1982    | {{{caps}}} | {{{goals}}} | Libertad                |
| 13     | DEF     | Gastón Silva           | 5 de març de 1994      | {{{caps}}} | {{{goals}}} | Torino FC               |
| 14     | MIG     | Nicolás Lodeiro        | 21 de març de 1989     | {{{caps}}} | {{{goals}}} | Boca Juniors            |
| 15     | MIG     | Guzmán Pereira         | 16 de maig de 1991     | {{{caps}}} | {{{goals}}} | Universidad de Chile    |
| 16     | DEF     | Maximiliano Pereira    | 8 de juny de 1984      | {{{caps}}} | {{{goals}}} | SL Benfica              |
| 17     | MIG     | Egidio Arévalo Ríos    | 1 de gener de 1982     | {{{caps}}} | {{{goals}}} | UANL                    |
| 18     | DEF     | Mathías Corujo         | 8 de maig de 1986      | {{{caps}}} | {{{goals}}} | Universidad de Chile    |
| 19     | DEF     | Sebastián Coates       | 7 d'octubre de 1990    | {{{caps}}} | {{{goals}}} | Sunderland AFC          |
| 20     | MIG     | Álvaro González        | 29 d'octubre de 1984   | {{{caps}}} | {{{goals}}} | Torino FC               |
| 21     | DAV     | Edinson Cavani         | 14 de febrer de 1987   | {{{caps}}} | {{{goals}}} | Paris Saint-Germain FC  |
| 22     | DAV     | Jonathan Rodríguez     | 6 de juliol de 1993    | {{{caps}}} | {{{goals}}} | SL Benfica              |
| 23     | POR     | Martín Silva           | 25 de març de 1983     | {{{caps}}} | {{{goals}}} | Vasco da Gama           |

### Paraguai
La llista definitiva de 23 jugadors es va anunciar el 28 de maig de 2015
Seleccionador:  Ramón Díaz
| Dorsal | Posició | Jugador             | Data de naixement/edat | Partits    | Gols        | Club                   |
| ------ | ------- | ------------------- | ---------------------- | ---------- | ----------- | ---------------------- |
| 1      | POR     | Justo Villar        | 30 de juny de 1977     | {{{caps}}} | {{{goals}}} | Colo-Colo              |
| 2      | DEF     | Iván Piris          | 10 de març de 1989     | {{{caps}}} | {{{goals}}} | Udinese                |
| 3      | DEF     | Marcos Cáceres      | 5 de maig de 1986      | {{{caps}}} | {{{goals}}} | Newell's Old Boys      |
| 4      | DEF     | Pablo Aguilar       | 2 d'abril de 1987      | {{{caps}}} | {{{goals}}} | América                |
| 5      | DEF     | Bruno Valdez        | 6 d'octubre de 1992    | {{{caps}}} | {{{goals}}} | Cerro Porteño          |
| 6      | DEF     | Miguel Samudio      | 24 d'agost de 1986     | {{{caps}}} | {{{goals}}} | América                |
| 7      | DAV     | Raúl Bobadilla      | 18 de juny de 1987     | {{{caps}}} | {{{goals}}} | Augsburg               |
| 8      | DAV     | Lucas Barrios       | 13 de novembre de 1984 | {{{caps}}} | {{{goals}}} | Montpellier HSC        |
| 9      | DAV     | Roque Santa Cruz    | 16 d'agost de 1981     | {{{caps}}} | {{{goals}}} | Cruz Azul (c)          |
| 10     | DAV     | Derlis González     | 23 de març de 1994     | {{{caps}}} | {{{goals}}} | FC Basel               |
| 11     | DAV     | Édgar Benítez       | 8 de novembre de 1987  | {{{caps}}} | {{{goals}}} | Toluca                 |
| 12     | POR     | Antony Silva        | 27 de febrer de 1984   | {{{caps}}} | {{{goals}}} | Independiente Medellín |
| 13     | MIG     | Richard Ortiz       | 22 de maig de 1990     | {{{caps}}} | {{{goals}}} | Toluca                 |
| 14     | DEF     | Paulo da Silva      | 1 de febrer de 1980    | {{{caps}}} | {{{goals}}} | Toluca                 |
| 15     | MIG     | Víctor Cáceres      | 25 de març de 1985     | {{{caps}}} | {{{goals}}} | Flamengo (c²)          |
| 16     | MIG     | Osmar Molinas       | 3 de maig de 1987      | {{{caps}}} | {{{goals}}} | Libertad               |
| 17     | MIG     | Osvaldo Martínez    | 8 d'abril de 1986      | {{{caps}}} | {{{goals}}} | América                |
| 18     | DAV     | Nelson Haedo Valdez | 28 de novembre de 1983 | {{{caps}}} | {{{goals}}} | Eintracht Frankfurt    |
| 19     | DEF     | Fabián Balbuena     | 23 d'agost de 1991     | {{{caps}}} | {{{goals}}} | Libertad               |
| 20     | MIG     | Néstor Ortigoza     | 7 de desembre de 1984  | {{{caps}}} | {{{goals}}} | San Lorenzo            |
| 21     | MIG     | Óscar Romero        | 4 de juliol de 1992    | {{{caps}}} | {{{goals}}} | Racing                 |
| 22     | MIG     | Eduardo Aranda      | 28 de gener de 1985    | {{{caps}}} | {{{goals}}} | Olimpia                |
| 23     | POR     | Alfredo Aguilar     | 18 de juliol de 1988   | {{{caps}}} | {{{goals}}} | Guaraní                |

### Jamaica
Seleccionador:  Winfried Schäfer
| Dorsal | Posició | Jugador            | Data de naixement/edat | Partits    | Gols        | Club                   |
| ------ | ------- | ------------------ | ---------------------- | ---------- | ----------- | ---------------------- |
| 1      | POR     | Duwayne Kerr       | 16 de febrer de 1987   | {{{caps}}} | {{{goals}}} | Sarpsborg 08           |
| 2      | DEF     | Daniel Gordon      | 16 de gener de 1985    | {{{caps}}} | {{{goals}}} | Karlsruher SC          |
| 3      | DEF     | Michael Hector     | 19 de juliol de 1992   | {{{caps}}} | {{{goals}}} | Reading FC             |
| 4      | DEF     | Wes Morgan         | 21 de gener de 1984    | {{{caps}}} | {{{goals}}} | Leicester City FC      |
| 5      | MIG     | Lance Laing        | 28 de febrer de 1988   | {{{caps}}} | {{{goals}}} | FC Edmonton            |
| 6      | DAV     | Deshorn Brown      | 22 de desembre de 1990 | {{{caps}}} | {{{goals}}} | Vålerenga              |
| 7      | DAV     | Romeo Parkes       | 20 de novembre de 1990 | {{{caps}}} | {{{goals}}} | Isidro Metapán         |
| 8      | DEF     | Hughan Gray        | 25 de març de 1987     | {{{caps}}} | {{{goals}}} | Waterhouse             |
| 9      | DAV     | Giles Barnes       | 5 d'agost de 1988      | {{{caps}}} | {{{goals}}} | Houston Dynamo         |
| 10     | MIG     | Jobi McAnuff       | 3 de novembre de 1981  | {{{caps}}} | {{{goals}}} | Leyton Orient          |
| 11     | DAV     | Darren Mattocks    | 2 de setembre de 1990  | {{{caps}}} | {{{goals}}} | Vancouver Whitecaps    |
| 12     | POR     | Dwayne Miller      | 14 de juliol de 1987   | {{{caps}}} | {{{goals}}} | Syrianska              |
| 13     | DAV     | Dino Williams      | 31 de març de 1990     | {{{caps}}} | {{{goals}}} | Montego Bay United     |
| 14     | DAV     | Allan Ottey        | 18 de desembre de 1992 | {{{caps}}} | {{{goals}}} | Montego Bay United     |
| 15     | MIG     | Je-Vaughn Watson   | 22 d'octubre de 1983   | {{{caps}}} | {{{goals}}} | FC Dallas              |
| 16     | MIG     | Joel Grant         | 26 d'agost de 1987     | {{{caps}}} | {{{goals}}} | Yeovil Town FC         |
| 17     | MIG     | Rodolph Austin (c) | 1 de juny de 1985      | {{{caps}}} | {{{goals}}} | Unattached             |
| 18     | DAV     | Simon Dawkins      | 1 de desembre de 1987  | {{{caps}}} | {{{goals}}} | Derby County FC        |
| 19     | DEF     | Adrian Mariappa    | 3 d'octubre de 1986    | {{{caps}}} | {{{goals}}} | Crystal Palace FC      |
| 20     | DEF     | Kemar Lawrence     | 17 de setembre de 1992 | {{{caps}}} | {{{goals}}} | New York Red Bulls     |
| 21     | DEF     | Jermaine Taylor    | 14 de gener de 1985    | {{{caps}}} | {{{goals}}} | Houston Dynamo         |
| 22     | MIG     | Garath McCleary    | 15 de maig de 1987     | {{{caps}}} | {{{goals}}} | Reading FC             |
| 23     | POR     | Ryan Thompson      | 7 de gener de 1985     | {{{caps}}} | {{{goals}}} | Pittsburgh Riverhounds |

## Grup C

### Brasil
La llista definitiva de 23 jugadors es va anunciar el 5 de maig de 2015. El 24 de maig de 2015, el porter Diego Alves es va lesionar al genoll i fou substituït per Neto. El 29 de maig de 2015, el defensa Marcelo es va lesionar i fou substituït per Geferson. El 2 de juny de 2015, el migcampista Luiz Gustavo es va haver de retirar a causa d'una propera intervenció al menisc, i fou substituït per Fred. L'11 de juny de 2015, Danilo va haver de deixar la convocatòria després de lesionar-se en un partit amistós que el Brasil guanyà per 2-0 contra Mèxic. Fou substituït per Dani Alves.
Seleccionador: Dunga
| Dorsal | Posició | Jugador           | Data de naixement/edat | Partits    | Gols        | Club                    |
| ------ | ------- | ----------------- | ---------------------- | ---------- | ----------- | ----------------------- |
| 1      | POR     | Jefferson         | 2 de gener de 1983     | {{{caps}}} | {{{goals}}} | Botafogo                |
| 2      | DEF     | Dani Alves        | 6 de maig de 1983      | {{{caps}}} | {{{goals}}} | FC Barcelona            |
| 3      | DEF     | Miranda           | 7 de setembre de 1984  | {{{caps}}} | {{{goals}}} | Atlético de Madrid      |
| 4      | DEF     | David Luiz        | 22 d'abril de 1987     | {{{caps}}} | {{{goals}}} | Paris Saint-Germain FC  |
| 5      | MIG     | Fernandinho       | 4 de maig de 1985      | {{{caps}}} | {{{goals}}} | Manchester City FC      |
| 6      | DEF     | Filipe Luís       | 9 d'agost de 1985      | {{{caps}}} | {{{goals}}} | Chelsea FC              |
| 7      | MIG     | Douglas Costa     | 14 de setembre de 1990 | {{{caps}}} | {{{goals}}} | Shakhtar Donetsk        |
| 8      | MIG     | Elias             | 16 de maig de 1985     | {{{caps}}} | {{{goals}}} | Corinthians             |
| 9      | DAV     | Diego Tardelli    | 10 de maig de 1985     | {{{caps}}} | {{{goals}}} | Shandong Luneng Taishan |
| 10     | DAV     | Neymar            | 5 de febrer de 1992    | {{{caps}}} | {{{goals}}} | FC Barcelona (c)        |
| 11     | MIG     | Roberto Firmino   | 2 d'octubre de 1991    | {{{caps}}} | {{{goals}}} | Hoffenheim              |
| 12     | POR     | Neto              | 19 de juliol de 1989   | {{{caps}}} | {{{goals}}} | ACF Fiorentina          |
| 13     | DEF     | Marquinhos        | 14 de maig de 1994     | {{{caps}}} | {{{goals}}} | Paris Saint-Germain FC  |
| 14     | DEF     | Thiago Silva      | 22 de setembre de 1984 | {{{caps}}} | {{{goals}}} | Paris Saint-Germain FC  |
| 15     | DEF     | Geferson          | 13 de maig de 1994     | {{{caps}}} | {{{goals}}} | Internacional           |
| 16     | DEF     | Fabinho           | 23 d'octubre de 1993   | {{{caps}}} | {{{goals}}} | AS Monaco               |
| 17     | MIG     | Fred              | 5 de març de 1993      | {{{caps}}} | {{{goals}}} | Shakhtar Donetsk        |
| 18     | MIG     | Everton Ribeiro   | 10 d'abril de 1989     | {{{caps}}} | {{{goals}}} | Al-Ahli                 |
| 19     | MIG     | Willian           | 9 d'agost de 1988      | {{{caps}}} | {{{goals}}} | Chelsea FC              |
| 20     | DAV     | Robinho           | 25 de gener de 1984    | {{{caps}}} | {{{goals}}} | Santos FC               |
| 21     | MIG     | Philippe Coutinho | 12 de juny de 1992     | {{{caps}}} | {{{goals}}} | Liverpool FC            |
| 22     | MIG     | Casemiro          | 23 de febrer de 1992   | {{{caps}}} | {{{goals}}} | Reial Madrid CF         |
| 23     | POR     | Marcelo Grohe     | 13 de gener de 1987    | {{{caps}}} | {{{goals}}} | Grêmio                  |

### Colòmbia
La llista definitiva de 23 jugadors es va anunciar el 30 de maig de 2015.
Seleccionador:  José Pékerman
| Dorsal | Posició | Jugador            | Data de naixement/edat | Partits    | Gols        | Club              |
| ------ | ------- | ------------------ | ---------------------- | ---------- | ----------- | ----------------- |
| 1      | POR     | David Ospina       | 31 d'agost de 1988     | {{{caps}}} | {{{goals}}} | Arsenal FC (c²)   |
| 2      | DEF     | Cristián Zapata    | 30 de setembre de 1986 | {{{caps}}} | {{{goals}}} | AC Milan          |
| 3      | DEF     | Pedro Franco       | 23 d'abril de 1991     | {{{caps}}} | {{{goals}}} | Beşiktaş JK       |
| 4      | DEF     | Santiago Arias     | 13 de gener de 1992    | {{{caps}}} | {{{goals}}} | PSV               |
| 5      | MIG     | Edwin Valencia     | 29 de març de 1985     | {{{caps}}} | {{{goals}}} | Santos FC         |
| 6      | MIG     | Carlos Sánchez     | 6 de febrer de 1986    | {{{caps}}} | {{{goals}}} | Aston Villa FC    |
| 7      | DEF     | Pablo Armero       | 2 de novembre de 1986  | {{{caps}}} | {{{goals}}} | Flamengo          |
| 8      | MIG     | Edwin Cardona      | 8 de desembre de 1992  | {{{caps}}} | {{{goals}}} | CF Monterrey      |
| 9      | DAV     | Radamel Falcao     | 10 de febrer de 1986   | {{{caps}}} | {{{goals}}} | Monaco (c)        |
| 10     | MIG     | James Rodríguez    | 12 de juliol de 1991   | {{{caps}}} | {{{goals}}} | Reial Madrid CF   |
| 11     | MIG     | Juan Cuadrado      | 26 de maig de 1988     | {{{caps}}} | {{{goals}}} | Chelsea FC        |
| 12     | POR     | Camilo Vargas      | 1 de setembre de 1989  | {{{caps}}} | {{{goals}}} | Atlético Nacional |
| 13     | DEF     | Darwin Andrade     | 11 de febrer de 1991   | {{{caps}}} | {{{goals}}} | Standard Liège    |
| 14     | DEF     | Carlos Valdés      | 22 de maig de 1985     | {{{caps}}} | {{{goals}}} | Nacional          |
| 15     | MIG     | Alexander Mejía    | 7 de setembre de 1988  | {{{caps}}} | {{{goals}}} | CF Monterrey      |
| 16     | DAV     | Víctor Ibarbo      | 19 de maig de 1990     | {{{caps}}} | {{{goals}}} | AS Roma           |
| 17     | DAV     | Carlos Bacca       | 8 de setembre de 1986  | {{{caps}}} | {{{goals}}} | Sevilla FC        |
| 18     | DEF     | Juan Camilo Zúñiga | 14 de desembre de 1985 | {{{caps}}} | {{{goals}}} | SSC Napoli (c²)   |
| 19     | DAV     | Teófilo Gutiérrez  | 28 de maig de 1985     | {{{caps}}} | {{{goals}}} | River Plate       |
| 20     | DAV     | Luis Muriel        | 18 d'abril de 1991     | {{{caps}}} | {{{goals}}} | UC Sampdoria      |
| 21     | DAV     | Jackson Martínez   | 3 d'octubre de 1986    | {{{caps}}} | {{{goals}}} | FC Porto          |
| 22     | DEF     | Jeison Murillo     | 27 de maig de 1992     | {{{caps}}} | {{{goals}}} | Granada CF        |
| 23     | POR     | Cristian Bonilla   | 2 de juny de 1993      | {{{caps}}} | {{{goals}}} | La Equidad        |

### Perú
La llista definitiva de 23 jugadors es va anunciar el 25 de maig de 2015. La llista de números, el 7 de juny de 2015.
Seleccionador:  Ricardo Gareca
| Dorsal | Posició | Jugador             | Data de naixement/edat | Partits    | Gols        | Club                      |
| ------ | ------- | ------------------- | ---------------------- | ---------- | ----------- | ------------------------- |
| 1      | POR     | Pedro Gallese       | 23 de febrer de 1990   | {{{caps}}} | {{{goals}}} | Juan Aurich               |
| 2      | DEF     | Jair Céspedes       | 22 de maig de 1984     | {{{caps}}} | {{{goals}}} | Juan Aurich               |
| 3      | DEF     | Hansell Riojas      | 15 d'octubre de 1991   | {{{caps}}} | {{{goals}}} | Universidad César Vallejo |
| 4      | DEF     | Pedro Paulo Requena | 24 de gener de 1991    | {{{caps}}} | {{{goals}}} | Universidad César Vallejo |
| 5      | DEF     | Carlos Zambrano     | 10 de juliol de 1989   | {{{caps}}} | {{{goals}}} | Eintracht Frankfurt       |
| 6      | MIG     | Juan Manuel Vargas  | 5 d'octubre de 1983    | {{{caps}}} | {{{goals}}} | ACF Fiorentina            |
| 7      | MIG     | Paolo Hurtado       | 27 de juliol de 1990   | {{{caps}}} | {{{goals}}} | Paços de Ferreira         |
| 8      | MIG     | Christian Cueva     | 23 de novembre de 1991 | {{{caps}}} | {{{goals}}} | Alianza Lima              |
| 9      | DAV     | Paolo Guerrero (c)  | 1 de gener de 1984     | {{{caps}}} | {{{goals}}} | Corinthians               |
| 10     | DAV     | Jefferson Farfán    | 26 d'octubre de 1984   | {{{caps}}} | {{{goals}}} | FC Schalke 04             |
| 11     | DAV     | Yordy Reyna         | 17 de setembre de 1993 | {{{caps}}} | {{{goals}}} | Leipzig                   |
| 12     | POR     | Diego Penny         | 22 d'abril de 1984     | {{{caps}}} | {{{goals}}} | Sporting Cristal          |
| 13     | MIG     | Edwin Retamoso      | 23 de febrer de 1982   | {{{caps}}} | {{{goals}}} | Real Garcilaso            |
| 14     | DAV     | Claudio Pizarro     | 3 d'octubre de 1978    | {{{caps}}} | {{{goals}}} | Bayern de Múnic           |
| 15     | DEF     | Christian Ramos     | 4 de novembre de 1988  | {{{caps}}} | {{{goals}}} | Juan Aurich               |
| 16     | MIG     | Carlos Lobatón      | 6 de febrer de 1980    | {{{caps}}} | {{{goals}}} | Sporting Cristal          |
| 17     | DEF     | Luis Advíncula      | 2 de març de 1990      | {{{caps}}} | {{{goals}}} | Vitória de Setúbal        |
| 18     | DAV     | André Carrillo      | 14 de juny de 1991     | {{{caps}}} | {{{goals}}} | Sporting                  |
| 19     | DEF     | Yoshimar Yotún      | 7 d'abril de 1990      | {{{caps}}} | {{{goals}}} | Malmö                     |
| 20     | MIG     | Joel Sánchez        | 11 de juny de 1989     | {{{caps}}} | {{{goals}}} | Universidad San Martín    |
| 21     | MIG     | Josepmir Ballón     | 21 de març de 1988     | {{{caps}}} | {{{goals}}} | Sporting Cristal          |
| 22     | MIG     | Carlos Ascues       | 6 de juny de 1992      | {{{caps}}} | {{{goals}}} | Melgar                    |
| 23     | POR     | Salomón Libman      | 25 de febrer de 1984   | {{{caps}}} | {{{goals}}} | Universidad César Vallejo |

### Venezuela
La llista definitiva de 23 jugadors es va anunciar l'1 de juny de 2015.
Seleccionador: Noel Sanvicente
| Dorsal | Posició | Jugador             | Data de naixement/edat | Partits    | Gols        | Club                   |
| ------ | ------- | ------------------- | ---------------------- | ---------- | ----------- | ---------------------- |
| 1      | POR     | Alain Baroja        | 23 d'octubre de 1989   | {{{caps}}} | {{{goals}}} | Caracas                |
| 2      | DEF     | Wilker Ángel        | 18 de març de 1993     | {{{caps}}} | {{{goals}}} | Deportivo Táchira      |
| 3      | DEF     | Andrés Túñez        | 15 de març de 1987     | {{{caps}}} | {{{goals}}} | Buriram United         |
| 4      | DEF     | Oswaldo Vizcarrondo | 31 de maig de 1984     | {{{caps}}} | {{{goals}}} | FC Nantes              |
| 5      | DEF     | Fernando Amorebieta | 29 de març de 1985     | {{{caps}}} | {{{goals}}} | Middlesbrough FC       |
| 6      | DEF     | Gabriel Cichero     | 25 d'abril de 1984     | {{{caps}}} | {{{goals}}} | Mineros de Guayana     |
| 7      | DAV     | Miku                | 19 d'agost de 1985     | {{{caps}}} | {{{goals}}} | Rayo Vallecano         |
| 8      | MIG     | Tomás Rincón        | 13 de gener de 1988    | {{{caps}}} | {{{goals}}} | Genoa CFC              |
| 9      | DAV     | Salomón Rondón      | 16 de setembre de 1989 | {{{caps}}} | {{{goals}}} | Zenit Saint Petersburg |
| 10     | MIG     | Ronald Vargas       | 2 de desembre de 1986  | {{{caps}}} | {{{goals}}} | Balıkesirspor          |
| 11     | MIG     | César González      | 1 d'octubre de 1982    | {{{caps}}} | {{{goals}}} | Deportivo Táchira      |
| 12     | POR     | Dani Hernández      | 21 d'octubre de 1985   | {{{caps}}} | {{{goals}}} | CD Tenerife            |
| 13     | MIG     | Luis Manuel Seijas  | 23 de juny de 1986     | {{{caps}}} | {{{goals}}} | Santa Fe               |
| 14     | MIG     | Franklin Lucena     | 20 de febrer de 1981   | {{{caps}}} | {{{goals}}} | Deportivo La Guaira    |
| 15     | MIG     | Alejandro Guerra    | 9 de juliol de 1985    | {{{caps}}} | {{{goals}}} | Atlético Nacional      |
| 16     | DEF     | Roberto Rosales     | 20 de novembre de 1988 | {{{caps}}} | {{{goals}}} | Màlaga CF              |
| 17     | DAV     | Josef Martínez      | 19 de maig de 1993     | {{{caps}}} | {{{goals}}} | Torino                 |
| 18     | MIG     | Juan Arango (c)     | 17 de maig de 1980     | {{{caps}}} | {{{goals}}} | Tijuana                |
| 19     | MIG     | Rafael Acosta       | 13 de febrer de 1989   | {{{caps}}} | {{{goals}}} | Mineros de Guayana     |
| 20     | DEF     | Grenddy Perozo      | 28 de febrer de 1986   | {{{caps}}} | {{{goals}}} | AC Ajaccio             |
| 21     | DAV     | Gelmin Rivas        | 23 de març de 1989     | {{{caps}}} | {{{goals}}} | Deportivo Táchira      |
| 22     | MIG     | Jhon Murillo        | 4 de juny de 1995      | {{{caps}}} | {{{goals}}} | Benfica                |
| 23     | POR     | Wuilker Faríñez     | 15 de febrer de 1998   | {{{caps}}} | {{{goals}}} | Caracas                |